# جسی برنارد
جسی شرلی برنارد (به انگلیسی: Jessie Shirley Bernard) (زاده شده با نام جسی سارا راویچ (به انگلیسی: Jessie Sarah Ravitch) در ۸ ژوئن ۱۹۰۳ در مینیاپولیس - درگذشته ۶ اکتبر ۱۹۹۶ در واشنگتن) جامعه‌شناس و نویسنده فمینیست امریکایی و استاد دانشگاه واشنگتن بود. آثار او درباره زنان، جنسیت، روابط جنسی، ازدواج، و برهمکنش خانواده و جامعه مشهور هستند.
جایزه دانشگاهی "جسی برنارد" در رشته جامعه‌شناسی به نام او وجود دارد.

## کتاب‌های درباره او
- Bannister, Robert C. Jessie Bernard: The Making of a Feminist (1991)
- Bernard, Jessie and Luther L. Bernard. Papers. Labor Archives, Pennsylvania State University Library, University Park
- Deegan, Mary Jo. “Jessie Bernard.” In Women in Sociology: A Bio-bibliographical Sourcebook (1991)
- Howe, Harriet. “Jessie Bernard.” Sociological Inquiry 64 (1994): 10–22
- Lipman-Blumen, Jean. “Jessie Bernard—A ‘Reasonable Rebel.’” Gender and Society 2 (1988): 271–273; Obituaries. NYTimes, October 11, 1996, B9, and Washington Post, October 10, 1996, E4. [۳]